# 森川善章家住宅
森川善章家住宅（もりかわよしあきけじゅうたく）は岐阜県瑞浪市大湫町にある明治時代の町屋であり、瑞浪市の産業振興施設である。国の登録有形文化財に登録されている。瑞浪市としての施設名は瑞浪市大湫町旧森川善章家住宅である。

## 概要
旧中山道大湫宿にある旅籠や問屋を兼ねた住宅である。一族の中でも新しい分家であったために「新森」と呼ばれている。
昭和50年代まで住居として使用され、2014年（平成26年）に所有者から瑞浪市に寄贈された。瑞浪市は2020年（令和2年）4月から2021年（令和3年）3月に改修工事を行い、地域の賑わいづくりに取り組む拠点として活用事業者を公募。2021年（令和3年）7月18日より古民家カフェとなっている。

## 建物概要
主屋　（国登録有形文化財）
明治26年（1893年）建築。切妻造、桟瓦葺、2階建の平入。延床面積310.38m2、建築面積145m2。

## 利用案内
- 所在地：岐阜県瑞浪市大湫町463-1

## 交通アクセス

### 公共交通機関
- 瑞浪市コミュニティバス「大湫コミュニティセンター」バス停下車、徒歩で約3分。

## 周辺施設
- 瑞浪市大湫コミュニティセンター
- 大湫宿本陣跡（瑞浪市立大湫小学校跡）
- おもだか屋 - 交流施設として一部開放している旧家
- 大湫神明神社の大スギ
- 白山神社
- 森川訓行家住宅主屋 - 国登録有形文化財